# Pakistanische Cricket-Nationalmannschaft in Sri Lanka in der Saison 2015
Die Tour der pakistanischen Cricket-Nationalmannschaft nach Sri Lanka in der Saison 2015 fand vom 17. Juni bis zum 1. August 2015 statt. Die internationale Cricket-Tour war Bestandteil der Internationalen Cricket-Saison 2015 und umfasste drei Tests, fünf ODIs und zwei Twenty20s. Pakistan gewann die Test-Serie 2–1, die ODI-Serie 3–2 und die Twenty20-Serie 2–0.

## Vorgeschichte
Pakistan bestritt zuletzt eine Tour gegen Zimbabwe, für Sri Lanka ist es die erste Tour der Saison. Das letzte Aufeinandertreffen der beiden Mannschaften bei einer Tour fand 2014 in Sri Lanka statt.

## Stadien
Die folgenden Stadien wurden für die Tour als Austragungsort vorgesehen und am 8. Mai 2015 bekanntgegeben.
| Stadion    | Stadt                                              | Kapazität | Spiele                   |
| ---------- | -------------------------------------------------- | --------- | ------------------------ |
| Colombo    | Paikiasothy Saravanamuttu Stadium (PSS)            | 15.000    | 2. Test                  |
| Colombo    | R. Premadasa Stadium (RPS)                         | 35.000    | 3. & 4. ODI; 1. & 2. T20 |
| Dambulla   | Rangiri Dambulla International Stadium             | 16.800    | 1. ODI                   |
| Galle      | Galle International Stadium                        | 35.000    | 1. Test                  |
| Hambantota | Mahinda Rajapaksa International Stadium            | 35.000    | 5. ODI                   |
| Kandy      | Muttiah Muralitharan International Cricket Stadium | 35.000    | 3. Test; 2. ODI          |

## Kaderlisten
Pakistan benannte seinen Test-Kader am 3. Juni, seinen ODI-Kader am 3. Juli und den Twenty20-Kader am 22. Juli 2015.
Sri Lanka benannte seinen Test-Kader am 10. Juni 2015., seinen ODI-Kader am 7. Juli und seinen Twenty20-Kader am 23. Juli 2015.
| Test | Test | ODI | ODI | Twenty20 | Twenty20 |
| Sri Lanka | Pakistan | Sri Lanka | Pakistan | Sri Lanka | Pakistan |
| --- | --- | --- | --- | --- | --- |
| - Angelo Mathews (K) - Lahiru Thirimanne (VK) - Dushmantha Chameera - Dinesh Chandimal (wk) - Lahiru Gamage - Rangana Herath - Dimuth Karunaratne - Tharindu Kaushal - Suranga Lakmal - Jehan Mubarak - Kusal Perera - Dilruwan Perera - Nuwan Pradeep - Dhammika Prasad - Kumar Sangakkara - Kaushal Silva - Upul Tharanga - Kithuruwan Vithanage | - Misbah-ul-Haq (K) - Azhar Ali (VK) - Ahmed Shehzad - Asad Shafiq - Babar Azam - Ehsan Adil - Haris Sohail - Imran Khan - Junaid Khan - Mohammad Hafeez - Rahat Ali - Sarfraz Ahmed (wk) - Shan Masood - Wahab Riaz - Yasir Shah - Younis Khan - Zulfiqar Babar | - Angelo Mathews (K) - Dinesh Chandimal (wk) - Tillakaratne Dilshan - Lahiru Gamage - Suranga Lakmal - Lasith Malinga - Sachith Pathirana - Kusal Perera - Thisara Perera - Nuwan Pradeep - Seekkuge Prasanna - Ashan Priyanjan - Sachithra Senanayake - Milinda Siriwardana - Upul Tharanga - Lahiru Thirimanne | - Azhar Ali (K) - Sarfraz Ahmed (VK, wk) - Ahmed Shehzad - Asad Shafiq - Anwar Ali - Babar Azam - Bilal Asif - Ehsan Adil - Imad Wasim - Mohammad Hafeez - Mohammad Irfan - Mohammad Rizwan - Mukhtar Ahmed - Rahat Ali - Shoaib Malik - Yasir Shah | - Lasith Malinga (K) - Tillakaratne Dilshan - Binura Fernando - Shehan Jayasuriya - Chamara Kapugedera - Nuwan Kulasekara - Angelo Mathews - Kusal Perera (wk) - Thisara Perera - Dasun Shanaka - Chaturanga de Silva - Dhananjaya de Silva - Milinda Siriwardana - Jeffrey Vandersay - Kithruwan Vithanage | - Shahid Afridi (K) - Sarfraz Ahmed (VK, wk) - Ahmed Shehzad - Anwar Ali - Imad Wasim - Nauman Anwar - Mohammad Hafeez - Mohammad Irfan - Mohammad Rizwan - Mukhtar Ahmed - Shoaib Malik - Sohail Tanvir - Umar Akmal - Wahab Riaz - Yasir Shah - Zia-ul-Haq |

## Tour Match
| 11. – 13. Juni Scorecard | Colombo (CCC) | Pakistanis 247 (73.3) & 257 (69.4) | – | Sri Lanka 241 (89.1) & 129-3 (27) |
|                          |               | Remis                              |   |                                   |

## Tests

### Erster Test in Galle
| 17. – 21. Juni Scorecard | Galle | Sri Lanka 300 (109.3) & 206 (77.1) | – | Pakistan 417 (113.1) & 92-0 (11.2) |
|                          |       | Pakistan gewinnt mit 10 Wickets    |   |                                    |

### Zweiter Test in Colombo
| 25. – 29. Juni Scorecard | Colombo (PSS) | Pakistan 138 (42.5) & 329 (118.2) | – | Sri Lanka 315 (121.3) & 153-3 (26.3) |
|                          |               | Sri Lanka gewinnt mit 7 Wickets   |   |                                      |

### Dritter Test in Kandy
| 3. – 7. Juli Scorecard | Kandy | Sri Lanka 278 (89.5) & 313 (95.4) | – | Pakistan 215 (66) & 382-3 (103.1) |
|                        |       | Pakistan gewinnt mit 7 Wickets    |   |                                   |

## One-Day Internationals

### Erstes ODI in Dambulla
| 11. Juli Scorecard | Dambulla | Sri Lanka 255-8 (50)           | – | Pakistan 259-4 (45.2) |
|                    |          | Pakistan gewinnt mit 6 Wickets |   |                       |

### Zweites ODI in Kandy
| 15. Juli Scorecard | Kandy | Pakistan 287-8 (50)             | – | Sri Lanka 288-8 (48.1) |
|                    |       | Sri Lanka gewinnt mit 2 Wickets |   |                        |

### Drittes ODI in Colombo
| 19. Juli Scorecard | Colombo (RPS) | Pakistan 316-4 (50)           | – | Sri Lanka 181 (41.1) |
|                    |               | Pakistan gewinnt mit 135 Runs |   |                      |

### Viertes ODI in Colombo
| 22. Juli Scorecard | Colombo (RPS) | Sri Lanka 256-9 (50)           | – | Pakistan 257-3 (40.5) |
|                    |               | Pakistan gewinnt mit 7 Wickets |   |                       |

### Fünftes ODI in Hambantota
| 26. Juli Scorecard | Hambantota | Sri Lanka 368-4 (50)           | – | Pakistan 203 (37.2) |
|                    |            | Sri Lanka gewinnt mit 165 Runs |   |                     |

## Twenty20 Internationals

### Erstes Twenty20 in Colombo
| 30. Juli Scorecard | Colombo (RPS) | Pakistan 175-5 (20)          | – | Sri Lanka 146-7 (20) |
|                    |               | Pakistan gewinnt mit 29 Runs |   |                      |

### Zweites Twenty20 in Colombo
| 1. August Scorecard | Colombo (RPS) | Sri Lanka 172-7 (20)          | – | Pakistan 174-9 (19.2) |
|                     |               | Pakistan gewinnt mit 1 Wicket |   |                       |

## Statistiken
Die folgenden Cricketstatistiken wurden bei dieser Tour erzielt.
| Tests              | Tests      | Tests   | Tests   | Tests   | Tests   | Tests   | Tests   | Tests   |
| Batting            | Batting    | Batting | Batting | Batting | Batting | Batting | Batting | Batting |
| Spieler            | Mannschaft | Spiele  | Innings | Runs    | Average | HS      | 100s    | 50s     |
| ------------------ | ---------- | ------- | ------- | ------- | ------- | ------- | ------- | ------- |
| Dimuth Karunaratne | Sri Lanka  | 3       | 6       | 318     | 53,00   | 130     | 1       | 2       |
| Angelo Mathews     | Sri Lanka  | 3       | 6       | 269     | 53,80   | 122     | 1       | 1       |
| Younis Khan        | Pakistan   | 3       | 5       | 267     | 66,75   | 171*    | 1       | 0       |
| Kaushal Silva      | Sri Lanka  | 3       | 5       | 222     | 44,40   | 125     | 1       | 1       |
| Azhar Ali          | Pakistan   | 3       | 5       | 208     | 41,60   | 117     | 1       | 1       |
| Bowling            |            |         |         |         |         |         |         |         |
| Spieler            | Mannschaft | Spiele  | Overs   | Wickets | Average | BBI     | 5W      | 10W     |
| Yasir Shah         | Pakistan   | 3       | 176.3   | 24      | 19,33   | 7/76    | 3       | 0       |
| Dhammika Prasad    | Sri Lanka  | 3       | 107.3   | 14      | 27,07   | 4/92    | 0       | 0       |
| Tharindu Kaushal   | Sri Lanka  | 2       | 80.5    | 9       | 34,22   | 5/42    | 1       | 0       |
| Zulfiqar Babar     | Pakistan   | 2       | 81      | 6       | 36,50   | 3/64    | 0       | 0       |
| Imran Khan         | Pakistan   | 1       | 36.4    | 5       | 21,80   | 5/58    | 1       | 0       |
| Wahab Riaz         | Pakistan   | 2       | 51      | 5       | 27,80   | 3/74    | 0       | 0       |
| Rahat Ali          | Pakistan   | 1       | 42      | 5       | 31,20   | 3/74    | 0       | 0       |
| Nuwan Pradeep      | Sri Lanka  | 2       | 53      | 5       | 33,80   | 3/29    | 0       | 0       |

| ODIs                 | ODIs       | ODIs    | ODIs    | ODIs    | ODIs    | ODIs    | ODIs    | ODIs    |
| Batting              | Batting    | Batting | Batting | Batting | Batting | Batting | Batting | Batting |
| Spieler              | Mannschaft | Spiele  | Innings | Runs    | Average | HS      | 100s    | 50s     |
| -------------------- | ---------- | ------- | ------- | ------- | ------- | ------- | ------- | ------- |
| Mohammad Hafeez      | Pakistan   | 5       | 5       | 273     | 54,60   | 103     | 1       | 2       |
| Kusal Perera         | Sri Lanka  | 5       | 5       | 230     | 46,00   | 116     | 1       | 1       |
| Azhar Ali            | Pakistan   | 5       | 5       | 217     | 43,40   | 79      | 0       | 1       |
| Ahmed Shehzad        | Pakistan   | 5       | 5       | 216     | 43,20   | 95      | 0       | 1       |
| Tillakaratne Dilshan | Sri Lanka  | 5       | 5       | 211     | 42,20   | 62      | 0       | 2       |
| Bowling              |            |         |         |         |         |         |         |         |
| Spieler              | Mannschaft | Spiele  | Overs   | Wickets | Average | BBI     | 5W      | 10W     |
| Rahat Ali            | Pakistan   | 5       | 41.1    | 9       | 29,44   | 3/73    | 0       | 0       |
| Mohammad Hafeez      | Pakistan   | 5       | 20      | 6       | 17,00   | 4/41    | 0       | 0       |
| Anwar Ali            | Pakistan   | 5       | 35      | 6       | 34,50   | 2/24    | 0       | 0       |
| Yasir Shah           | Pakistan   | 5       | 48      | 6       | 41,50   | 4/29    | 0       | 0       |
| Lasith Malinga       | Sri Lanka  | 4       | 37      | 4       | 61,50   | 2/64    | 0       | 0       |
| Mohammad Irfan       | Pakistan   | 5       | 47      | 4       | 64,25   | 3/50    | 0       | 0       |

| Twenty20s           | Twenty20s  | Twenty20s | Twenty20s | Twenty20s | Twenty20s | Twenty20s | Twenty20s | Twenty20s |
| Batting             | Batting    | Batting   | Batting   | Batting   | Batting   | Batting   | Batting   | Batting   |
| Spieler             | Mannschaft | Spiele    | Innings   | Runs      | Average   | HS        | 100s      | 50s       |
| ------------------- | ---------- | --------- | --------- | --------- | --------- | --------- | --------- | --------- |
| Chamara Kapugedera  | Sri Lanka  | 2         | 2         | 79        |           | 48*       | 0         | 0         |
| Milinda Siriwardana | Sri Lanka  | 2         | 2         | 58        | 29,00     | 35        | 0         | 0         |
| Shoaib Malik        | Pakistan   | 2         | 2         | 54        | 54,00     | 46*       | 0         | 0         |
| Ahmed Shehzad       | Pakistan   | 2         | 2         | 53        | 26,50     | 46        | 0         | 0         |
| Shahid Afridi       | Pakistan   | 2         | 2         | 53        | 26,50     | 45        | 0         | 0         |
| Bowling             |            |           |           |           |           |           |           |           |
| Spieler             | Mannschaft | Spiele    | Overs     | Wickets   | Average   | BBI       | 5W        | 10W       |
| Sohail Tanvir       | Pakistan   | 2         | 8         | 4         | 18,25     | 3/29      | 0         | 0         |
| Shoaib Malik        | Pakistan   | 2         | 4         | 3         | 8,33      | 2/16      | 0         | 0         |
| Thisara Perera      | Sri Lanka  | 2         | 8         | 3         | 19,00     | 2/30      | 0         | 0         |
| Anwar Ali           | Pakistan   | 2         | 8         | 3         | 22,33     | 2/27      | 0         | 0         |
| Binura Fernando     | Sri Lanka  | 2         | 7.2       | 3         | 23,66     | 2/33      | 0         | 0         |

## Player of the Series
Als Player of the Series wurden die folgenden Spieler ausgezeichnet.
| Serie | Player of the Series |
| ----- | -------------------- |
| Test  | Yasir Shah           |
| ODI   | Mohammad Hafeez      |
| T20   | Shoaib Malik         |

### Player of the Match
Als Player of the Match wurden die folgenden Spieler ausgezeichnet.
| Spiel   | Player of the Match |
| ------- | ------------------- |
| 1. Test | Sarfraz Ahmed       |
| 2. Test | Dhammika Prasad     |
| 3. Test | Younis Khan         |
| 1. ODI  | Mohammad Hafeez     |
| 2. ODI  | Kusal Perera        |
| 3. ODI  | Sarfraz Ahmed       |
| 4. ODI  | Ahmed Shehzad       |
| 5. ODI  | Kusal Perera        |
| 1. T20  | Sohail Tanvir       |
| 2. T20  | Anwar Ali           |